# Nanorana gammii
Nanorana gammii es una especie de anfibio anuro de la familia Dicroglossidae.

## Distribución geográfica
Esta especie es endémica de la India. Se encuentra en:
- el distrito de Darjeeling en el estado de Bengala Occidental;
- el distrito de Tawang en el estado de Arunachal Pradesh.[4]

## Publicación original
- Anderson, 1871: A list of the reptilian accession to the Indian Museum, Calcutta from 1865 to 1870, with a description of some new species. Journal of the Asiatic Society of Bengal, vol. 40, n.º 1, p. 12-39[5]